# Sellyei kistérség
A Sellyei kistérség kistérség volt Baranya megyében Sellye központtal. 2013. január 1.től az újjáalakuló Sellyei járás lépett a helyébe.

## Települései
| Adorjás          | Baranyahídvég | Besence         | Bogádmindszent | Bogdása     |
| Csányoszró       | Drávafok      | Drávaiványi     | Drávakeresztúr | Drávasztára |
| Felsőszentmárton | Gilvánfa      | Hegyszentmárton | Hirics         | Kákics      |
| Kemse            | Kisasszonyfa  | Kisszentmárton  | Kórós          | Lúzsok      |
| Magyarmecske     | Magyartelek   | Markóc          | Marócsa        | Nagycsány   |
| Okorág           | Ózdfalu       | Páprád          | Piskó          | Sámod       |
| Sellye           | Sósvertike    | Vajszló         | Vejti          | Zaláta      |

## Fekvése
A terület Ormánságként ismert, a Dráva és a Fekete-víz által határolt területen található.

## Társulás
A Sellyei Kistérségi Többcélú Társulást a kistérségben működő települési önkormányzatok a kistérség területének összehangolt fejlesztésére, térségi közszolgáltatások biztosítására, fejlesztésére, szervezésére, intézmények fenntartására, valamint a településfejlesztés összehangolására hozták létre 2004-ben. 
A Társulás által fenntartott intézmények
- Gyermekjóléti és Családsegítő Szolgálat
- Magyarmecskei Általános Iskola és Óvoda
- Kiss Géza Általános Iskola, Óvoda és Alapfokú Művészetoktatási Intézmény, Sellye, Csányoszró
- Kodolányi János Szakközépiskola, Szakiskola, Általános Iskola és Óvoda, Vajszló, Zaláta, Bogádmindszent

## Külső hivatkozások
- Moldova György: Ha az Isten hátranézne... Riport és dokumentumok az Ormánságról I-II. (Urbis, 2008)